# 乌克兰解放军
乌克兰解放军（烏克蘭語：Українське Визвольне Військо）是1943年第二次世界大战期间创建的与纳粹德国陆军一同作战的部队的统称，乌克兰民族主义者以此称呼旨在将自己的土地从苏联统治下解放出来的志愿助手中的东方军团，成员来自被德军俘虏的苏联红军中的乌克兰战俘。乌克兰解放军的核心是党卫队第14师及1945年4月重组后的乌克兰国民军，该部队存在至1945年5月。